# HC Kometa Brno v české hokejové extralize 1995/1996
Klub HC Kometa Brno v české hokejové extralize 1995/1996 odehrála 40 zápasů, z nichž 9 vyhrála a 26 prohrála; zbylých pět zápasů byla remíza. Brno tím skončilo na posledním místě a utkalo se s Opavou, Pardubicemi a Přerovem v baráži o extraligu, kde skončila kometa 3, na druhém sestupovém místě.

## Hráli za Brno
Libor Barta, Jiří Vítek, Leo Gudas, Pavel Nešťák, Ladislav Trešl (C), Michal Konečný, Adam Svoboda, Zdeněk Celý, Robert Kántor, Richard Adam, Roman Mejzlík, Martin Světlík, Tomáš Krásný, Jaroslav Smolík, David Havíř, František Ševčík, Pavel Zubíček, Martin Kodada, Richard Šebestů, Alexandr Elsner, Jiří Suhrada, Karel Beran, Radek Haman.

## Základní část
|                           | Počet utkání | Výhry | Remízy | Prohry | Skóre  | Body |
| ------------------------- | ------------ | ----- | ------ | ------ | ------ | ---- |
| Celková bilance 1995/1996 | 40           | 9     | 5      | 26     | 95:165 | 23   |

### HC Olomouc
- HC Olomouc – HC Kometa BVV Brno 4:1 (2:0,1:0,1:1)
- HC Kometa BVV Brno – HC Olomouc 4:3 PP (2:1,1:1,0:1 – 1:0)

### HC Poldi Kladno
- HC Poldi Kladno – HC Kometa BVV Brno 6:3 (2:1,3:2,1:0)
- HC Kometa BVV Brno – HC Poldi Kladno 2:3 (1:3,1:0,0:0)

### HC Sparta Praha
- HC Kometa BVV Brno – HC Sparta Praha 1:6 (0:2,0:2,1:2)
- HC Sparta Praha – HC Kometa BVV Brno 4:2 (1:0,1:1,2:1)
- HC Kometa BVV Brno – HC Sparta Praha 2:4 (0:1,1:1,1:2)
- HC Sparta Praha – HC Kometa BVV Brno 8:1 (2:0,4:0,2:1)

### HC IPB Pojišťovna Pardubice
- HC Kometa BVV Brno – HC IPB Pojišťovna Pardubice 1:2 (0:0,1:1,0:1)
- HC IPB Pojišťovna Pardubice – HC Kometa BVV Brno 2:5 (0:1,2:3,0:1)
- HC Kometa BVV Brno – HC IPB Pojišťovna Pardubice 0:4 (0:2,0:2,0:0)
- HC IPB Pojišťovna Pardubice – HC Kometa BVV Brno 1:2 (0:2,1:0,0:0)

### HC Železárny Třinec
- HC Železárny Třinec – HC Kometa BVV Brno 5:0 (3:0,1:0,1:0)
- HC Kometa BVV Brno – HC Železárny Třinec 9:3 (3:2,2:0,4:1)

### HC České Budějovice
- HC České Budějovice – HC Kometa BVV Brno 0:4 (0:2,0:1,0:1) – první utkání v extralize
- HC Kometa BVV Brno – HC České Budějovice 1:1 PP (1:0,0:1,0:0 – 0:0)
- HC Kometa BVV Brno – HC České Budějovice 0:4 (0:1,0:2,0:1)
- HC České Budějovice – HC Kometa BVV Brno 11:1 (2:0,5:0,4:1)

### AC ZPS Zlín
- HC Kometa BVV Brno – AC ZPS Zlín 2:4 (0:2,2:0,0:2)
- AC ZPS Zlín – HC Kometa BVV Brno 7:4 (4:1,1:2,2:1)

### HC Dukla Jihlava
- HC Kometa BVV Brno – HC Dukla Jihlava 4:4 PP (1:0,2:4,1:0 – 0:0)
- HC Dukla Jihlava – HC Kometa BVV Brno 1:4 (0:1,1:1,0:2)
- HC Kometa BVV Brno – HC Dukla Jihlava 6:2 (0:1,4:1,2:0)
- HC Dukla Jihlava – HC Kometa BVV Brno 9:1 (3:0,4:1,2:0)

### HC Slavia Praha
- HC Slavia Praha – HC Kometa BVV Brno 4:1 (0:0,2:0,2:1)
- HC Kometa BVV Brno – HC Slavia Praha 4:6 (0:1,3:2,1:3)
- HC Slavia Praha – HC Kometa BVV Brno 7:2 (2:0,4:0,1:2)
- HC Kometa BVV Brno – HC Slavia Praha 4:6 (2:3,0:1,2:2)

### HC ZKZ Plzeň
- HC ZKZ Plzeň – HC Kometa BVV Brno 3:2 (1:1,1:0,1:1)
- HC Kometa BVV Brno – HC ZKZ Plzeň 1:1 PP (1:0,0:0,0:1 – 0:0)
- HC Kometa BVV Brno – HC ZKZ Plzeň 4:2 (0:1,2:0,2:1)
- HC ZKZ Plzeň – HC Kometa BVV Brno 3:2 (2:1,1:1,0:0)

### HC Vítkovice
- HC Kometa BVV Brno – HC Vítkovice 3:2 (2:1,0:1,1:0)
- HC Vítkovice – HC Kometa BVV Brno 3:3 PP (0:1,3:2,0:0 – 0:0)

### HC Chemopetrol Litvínov
- HC Kometa BVV Brno – HC Chemopetrol Litvínov 2:3 (0:1,1:0,1:2)
- HC Chemopetrol Litvínov – HC Kometa BVV Brno 6:0 (1:0,2:0,3:0)

### HC Petra Vsetín
- HC Petra Vsetín – HC Kometa BVV Brno 7:1 (4:1,2:0,1:0)
- HC Kometa BVV Brno – HC Petra Vsetín 4:10 (1:1,1:5,2:4)
- HC Kometa BVV Brno – HC Petra Vsetín 1:1 PP (0:0,1:0,0:1 – 0:0)
- HC Petra Vsetín – HC Kometa BVV Brno 3:1 (1:0,1:0,1:1)

## Baráž o extraligu

### HC IPB Pojišťovna Pardubice
- HC Kometa BVV Brno – HC IPB Pojišťovna Pardubice 7:3 (1:0,3:1,3:2)
- HC IPB Pojišťovna Pardubice – HC Kometa BVV Brno 12:3 (1:1,8:0,3:2)
- HC Kometa BVV Brno – HC IPB Pojišťovna Pardubice 0:5 (1:4) (0:2,0:0,1:2,ukončeno v 54. minutě)/kontumováno 0:5
- HC IPB Pojišťovna Pardubice – HC Kometa BVV Brno 3:1 (2:0,1:1,0:0)

### HC Slezan Opava
- HC Slezan Opava – HC Kometa BVV Brno 1:1 (0:1,1:0,0:0)
- HC Kometa BVV Brno – HC Slezan Opava 1:6 (1:1,0:2,0:3)
- HC Slezan Opava – HC Kometa BVV Brno 5:3 (2:0,1:2,2:1)
- HC Kometa BVV Brno – HC Slezan Opava 7:2 (2:2,3:0,2:0)

### HC Precheza Přerov
- HC Kometa BVV Brno – HC Precheza Přerov 3:3 (2:0,1:2,0:1)
- HC Precheza Přerov – HC Kometa BVV Brno 2:3 (1:0,0:1,1:2)
- HC Kometa BVV Brno – HC Precheza Přerov 4:1 (2:0,1:1,1:0)
- HC Precheza Přerov – HC Kometa BVV Brno 3:5 (1:0,1:2,1:3)

### Tabulka baráže o extraligu
| Poř. | Tým                         | Zápasy | Výhry | Remízy | Porážky | Skóre | Body |
| ---- | --------------------------- | ------ | ----- | ------ | ------- | ----- | ---- |
| 1.   | HC Opava                    | 12     | 8     | 1      | 3       | 47:38 | 17   |
| 2.   | HC IPB Pojišťovna Pardubice | 12     | 8     | 0      | 4       | 66:35 | 16   |
| 3.   | HC Kometa Brno              | 12     | 5     | 2      | 5       | 38:46 | 12   |
| 4.   | HC Přerov                   | 12     | 1     | 1      | 10      | 26:58 | 3    |